# 울지 않는다
울지 않는다(Never Cry)는 한국에서 제작된 차성덕 감독의 2007년 영화이다. 문준호 등이 주연으로 출연하였다.

## 출연

### 주연
- 문준호
- 차선희
- 김영열

## 제작진
- 조명: 이종필
- 녹음: 이성래
- 미술: 송기조